# غريغوريوس أسقف نيصص
القديس غريغوريوس أسقف نيصص أحد الآباء العظام، دعاه القديس غريغوريوس النزيانزي: «عمود الكنيسة كلها» ولقّبه الأب مكسيموس المعترف «معلم المسكونة». عاش في بداية حياته محبًا للعلم والأدب، وانطلق إلى حياة الخدمة والجهاد وكرس أواخر حياته للنسك والتأمل الإلهي في أعماق سماوية.

## نشأته
وُلد حوالي عام 330 م من أبوين مسيحيين تقيين في مدينة قيصرية الكبادوك يُدعيان باسيليوس وإميليا ابنة شهيد، له تسعة إخوة من بينهم أسقفإن (باسيليوس الكبير وبطرس أسقف سبسطية)، والقديسة ماكرينة التي صارت رئيسة دير، وكان لها دورها الفعّال في حياة اخوتها بما تمتعت به من مواهب فكرية وتقوية ونسكية. لم يكن يميل إلى الحياة الدينية، طلبت منه والدته أن يشترك مع الأسرة في احتفالها بعيد شهداء سبسطية الأربعين، إذ كانت والدته قد بنت كنيسة على رفاتهم لكنه لم يرد الحضور وتحت الإلحاح حضر على مضض.
وإذ نام في الاحتفال رأى بستانًا جميلاً أراد دخوله فمنعه الأربعون شهيدًا، عندئذ استيقظ من نومه نادمًا على ما فرط منه، وقرر أن يقبل الإيمان المسيحي طالبًا صلوات هؤلاء الشهداء. قيل أن والديه رقدا في الرب وهو صغير فاهتم به القديس باسيليوس والقديسة ماكرينا، فكان ينظر إليهما بكل وقار وتكريم.

## بين الزواج والبتولية
كان غريغوريوس ميالاً للبلاغة والأدب، وقيل أنه قطع شوطًا كبيرًا في ذلك طامحًا في مراكز هذا العالم وشهرته، لكن صديقه القديس غريغوريوس النزينزي كان يحثه على تكريس حياته للخدمة الإلهية والعبادة كأخيه باسيليوس وأخته ماكرينا.
تأثر غريغوريوس بكلمات صديقه، بعد أن كان قد تزوج بفتاة تدعى ثيوسيبيا Theosebia، التي مدحها فيما بعد عندما كتب عن البتولية، ودعاها القديس غريغوريوس النزينزي صديقته القديسة وأخته الطوباوية، بل وعند نياحتها رثاها، قائلاً: «فخر الكنيسة وبركة جيلنا». هكذا كان ينظر إليها القديس بإجلال وتقدير. على أي الأحوال، نال بعد ذلك القديس غريغوريوس الكهنوت ويرى البعض أنها بقيت معه في الخدمة يسلكان كأخين، وإن كان البعض يرى أنها انضمت إلى القديسة ماكرينا في ديرها.
انطلق القديس غريغوريوس المتزوج ولكن بقلب التهب بالبتولية إلى فلسطين ومصر لزيارة الآباء الرهبان والنساك المتوحدين، وعاش فترة من الوقت سنة 358م في جبل أناسيس بمنطقة بونتيوس، وهناك التصق بصديقه النزينزي، وقد حاول القديس باسيليوس أن يجعله يستقر ويبقى في جبل أناسيس فلم ينجح في ذلك.

## سيامته أسقفًا

De virginitate

في عام 370م رُسم القديس باسيليوس الكبير أسقفًا على قيصرية الكبادوك، ولما كان الإمبراطور فالنس قد بدأ يشن حملة اضطهاد ضد السالكين بإيمان مجمع نيقية، أراد القديس باسيليوس أن يحيط نفسه بمجموعة من الأساقفة المستقيمي الرأي، فسام القديس غريغوريوس النزينزي أسقفًا على زاسيما، وأخاه غريغوريوس على مدينة نيصص عام 373م وكانت زوجته ما زالت تعيش كبتول أو قد تنيحت.
في عام 374م أراد الإمبراطور فالنس بميوله الأريوسية التخلص من الأساقفة المستقيمي الإيمان، فاتهم غريغوريوس أسقف نيصص بتبديده أموال الكنيسة وأن سيامته باطلة، فنفاه لمدة أربع سنوات. كانت هذه الفترة فرصة للقديس يعيش فيها حياة التأمل، فصار يفكر بجدية في أفكار القديس باسيليوس النسكية، وبدأ يساعده في تأسيس الحركة الرهبانية بالكبادوك فكتب أول عمل له: "مقال في البتولية، كتبها كإنسان متزوج ارتبط بزوجته بعلاقة مقدسة ومحبة روحية، لكنه شعر بسمو الحياة البتولية التي خلالها يتفرغ القلب والفكر وكل طاقات الإنسان للعبادة والخدمة خارج العوائق الزوجية أو الالتزامات الزوجية.

## تجديد نشاطه الرعوي
في نهاية عام 377 م عاد إلى مقر كرسيه بموافقة الإمبراطور جراتيان Gratian حيث اُستقبل بحفاوة شديدة وسط الأمطار الغزيرة. وفي عام 379م إذ تنيح أخوه القديس باسيليوس تأثر جدًا، وشعر بالالتزام أن يضاعف جهده، ليكمل رسالة أخيه من جهة نشاطه الرعوي وعمله اللاهوتي وتنظيم الحركة الرهبانية.
في خريف عام 379م اشترك في مجمع إنطاكية، وفي رجوعه من أنطاكية وقف في أناسيس ليحضر نياحة أخته القديسة ماكرينا، ولما رجع إلى إيبارشيتة وجد أتباع أنوميوس قد احتلوها، فصار يجاهد لدحض بدعتهم التي حملت فكرًا أريوسيًا، إذ رفضوا أن الابن واحد مع الآب في الجوهر، إنما يحمل قوة من الآب لكي يخلق، وأن الابن خلق الروح القدس أولاً كأداة في يده لتقديس النفوس.
وفي عام 380م دُعي إلي إيبورا بالقرب من أناسيس لمناسبة اختيار أسقف جديد لها. وفي عيد القيامة لعام 380م رجع إلي نيصص حيث ألقى ثلاث عظات عن «الصعود وحلول الروح القدس»، كما كتب رسالة إلي أخيه بطرس أسقف سبسطية.
وفي عام 381م حضر مجمع القسطنطينية حيث كان له دور فعّال فيه، وخلاله اتجهت إليه الأنظار كأحد قادة الكنيسة العظماء في الشرق.
حمَّله المجمع مسئولية رعاية بعض البلاد، والقيام بمصالحة أسقفين بالعربية. وفي عودته من العربية زار أورشليم وإذ رأي بعض الزوار يسيئون التصرف هناك كتب رسالة شديدة اللهجة في هذا الأمر. هناك أُتهم بهرطقة أبوليناريوس التي تتجاهل كمال ناسوت المسيح إذ تحسبه يحمل جسدًا بلا نفس بشرية، وإنما حل اللاهوت عوض النفس البشرية، فكتب القديس رسالة يدافع فيها عن نفسه.
وفي نهاية عام 381م رجع إلي نيصص، وفي الشتاء الثاني كتب ضد هرطقة أبوليناريوس وأيضًا ضد أنوميوس. وفي عام 385م أُختير ليقول كلمة رثاء في وفاة الإمبراطورة فلاسيلا وابنتها بولكاريا. واجه القديس متاعب كثيرة من الأسقف هيلاديوس أسقف قيصرية مما دفعه إلي تكريس حياته للحياة التأملية حتى تنيح عام 395م.

## كتاباته
يرى الدارسون أن كتاباته تعتبر أروع ما سجله الآباء الكبادوك العظام، فقد فاق في كتاباته القديس باسيليوس الكبير والقديس غريغوريوس النزينزي. كتاباته حملت فكرًا عميقًا ومتسعًا، تكشف عن نفس ملتهبة غيرة ومتقدة بالحيوية.
1. مقالاته العقيدية: إذ كتب أربعة مقالات ضد أنوميوس، حملت أيضًا تفنيدًا للأريوسية، ومقال يوضح الأبولينارية كطلب بابا الإسكندرية ثاوفيلس (23)، ومقال يرد على كتاب أبوليناريوس موضحًا أن جسد المسيح لم ينزل من السماء، وأن اللاهوت لم يحل محل النفس البشرية، عظة عن الروح القدس ضد مقدونيوس، وعدة مقالات توضح الثالوث القدوس، موجهة إلى رجل كنسي يدعى أبلابيوس Ablabius
2. أعماله التفسيرية: أهمها عمله الذي أراد أن يكمل به تكملة كتاب القديس باسيليوس عن «أيام الخليقة الستة Hexameron»، حياة موسى، عن عناوين المزامير، 15 عظة عن نشيد الأناشيد، عن الصلاة الربانية، (1مل 28) (العرافة وروح صموئيل النبي)، عن التطويبات، عظتان عن 1 كورنثوس.
3. أعماله النسكية: فقد دعي «أب الحياة الباطنية»، كتب عن البتولية، وعن اسم المسيحي وعمله، عن الكمال، حياة ماكرينا الخ...
4. عظاته: منها عظات ليتورجية مثل عيد الأنوار (عماد السيد المسيح)، في الفصح المقدس والقيامة، عن صعود المسيح، عن الروح القدس في عيد البنطقستي، عن ميلاد المسيح. كما قدم عظات أو ميامر في أعياد الشهداء والقديسين مثل عظاته عن القديس اسطفانوس، وعيد القديس غريغوريوس النزينزي، وفي مدح الشهيد ثيؤدور، والأربعين شهيدًا بسبسطية. وأيضًا مراثي في صلوات الجنازات، وعظات سلوكية.

## الروابط الخارجية
- غريغوريوس أسقف نيصص على موقع الموسوعة البريطانية (الإنجليزية)

- «مختصر شرح نشيد الإنشاد، رسالة في معاتبة النفس، رسالة في الزهد والرهبنة» ومخطوطة من القرن الرابع عشر عمل غريغوري مترجمة إلى اللغة العربية